# Сульфідні руди
Сульфі́дні ру́ди — природні мінеральні утворення, що складаються з сірчистих сполук металів (сульфідів); до них належать також селенисті, телуристі, арсенисті та стибієві сполуки металів.
Сульфідні руди — важливе джерело для отримання Ni, S, Cu, Zn, Pb, Мо, Bi, Sb і Hg. У склад сульфідних руд, окрім сульфідів, входять інші мінерали, у тому числі ті  що не містять метали (кварц, кальцит, іноді барит, слюдяні мінерали та ін.).

## Види
Залежно від співвідношення сульфідів та інших мінералів виділяють сульфідні руди:
- суцільні, або масивні, з переважанням сульфідів
- прожилкові, або вкраплені, з переважанням несульфідних мінералів.

Сульфідні руди бувають прості, або монометалічні, і комплексні, або поліметалічні. Особливо поширені поліметалічні сульфідні руди, до складу яких входять сульфіди міді, цинку і свинцю, а також комплексні мідні руди, нікелеві руди, кобальтові руди, арсенові руди та ртутні руди.
У багатьох сульфідних рудах як домішки присутні Pt, Au, Ag, Cd, In, Se, Ті.
Багато важливих металевих руд є сульфідами. : аргентит (сульфід срібла), кіновар (сульфід ртуті), галеніт (сульфід свинцю), молібденіт (сульфід молібдену), пентландит (сульфід нікелю), реальгар (сульфід арсену) і стибніт (трисульфід стибію), сфалерит (сульфід цинку), пірит (дисульфід заліза), халькопірит (залізо-мідний сульфід).

## Форми залягання
Більшість родовищ сульфідних руд відноситься до ендогенних родовищ з переважанням серед них гідротермальних родовищ. Рудні тіла найчастіше представлені жилами, а також пластами, лінзами, штоками та трубообразнимі покладами. Такі тіла протягуються в довжину і на глибину на сотні метрів — декілька кілометрів. Запаси сульфідних руд в них досягають сотень млн і навіть млрд т, а запаси металів — десятків, сотень тисяч і навіть декількох млн т, при вмісті металів в руді від десятих доль до декількох десятків відсотка.